# Pietro Parente (cardinale)
Pietro Parente (Casalnuovo Monterotaro, 16 febbraio 1891 – Città del Vaticano, 29 dicembre 1986) è stato un cardinale, arcivescovo cattolico e teologo italiano.

## Biografia
Compì gli studi al seminario arcivescovile di Benevento dal 1906 al 1909, quindi al seminario Pio di Roma e al Pontificio Ateneo Sant'Apollinare, dove conseguì il dottorato in filosofia. Conseguì poi il dottorato in teologia alla Pontificia Università Lateranense e studiò anche all'Università di Napoli.
Fu ordinato presbitero il 18 marzo 1916 a Roma per l'Arcidiocesi di Benevento ed ebbe immediatamente l'incarico di rettore del seminario arcivescovile di Benevento, che mantenne fino al 1926, quando si trasferì nuovamente a Roma in veste di docente della Pontificia Università Lateranense. Dal 1934 al 1938 fu rettore della Pontificia università urbaniana. Nel 1938 tornò a Napoli, dove fondò la facoltà di teologia e diritto canonico, ma già nel 1940 fu di ritorno a Roma, ancora come docente della Pontificia Università Lateranense.
Nel 1942 commenta per l'Osservatore Romano la messa all'Indice dei libri proibiti dell'opuscolo di D. Chenu sulla scuola di Saulchoir, indicando che si tratta di una pericolosa «nuova teologia» (nouvelle théologie).
Il 15 settembre 1955 fu nominato arcivescovo di Perugia; ricevette la consacrazione episcopale il 23 ottobre dello stesso anno dal cardinale Federico Tedeschini vescovo di Frascati, co-consacranti gli arcivescovi Luigi Traglia e Pietro Sigismondi.
Il 23 ottobre 1959 divenne arcivescovo titolare di Tolemaide di Tebaide, con l'incarico di assessore della Congregazione per la Dottrina della Fede.
Prese parte al Concilio Vaticano II, aderendo inizialmente alle posizioni dell'ala conservatrice del Coetus Internationalis Patrum, ma nel settembre del 1964 nel corso del dibattito sulla collegialità nella Chiesa prese posizione a favore dello schema preparatorio, lodando l'opera Lo sviluppo della dottrina nei poteri nella Chiesa universale del teologo Giuseppe Alberigo, che era schierato con l'ala più progressista. Questa posizione destò profonda impressione, perché monsignor Parente era un consultore della Congregazione per la Dottrina della Fede, collocata su posizioni conservatrici.
Fu segretario della Congregazione per la Dottrina della Fede dal 7 dicembre 1965 al 1967.
Papa Paolo VI lo elevò al rango di cardinale nel concistoro del 26 giugno 1967 e il 29 giugno dello stesso anno ricevette il titolo di San Lorenzo in Lucina.
Morì il 29 dicembre 1986 all'età di 95 anni e fu sepolto al santuario della Vergine della Rocca di Casalnuovo Monterotaro, dove gli è stato intitolato il Corso principale.

## Pensiero
Considerato il massimo esponente della Scuola Romana di teologia del XX secolo, a tale linea di pensiero diede una diffusione mondiale grazie ai manuali della Collectio theologica romana. In particolare, utilizzò la metodologia della scuola e la lezione del neotomismo al campo della riflessione teologica moderna, mettendo più volte in dubbio il pensiero post-conciliare, di cui mise in evidenza la fragilità. Seguace delle dottrine di San Tommaso d'Aquino, intese però la dottrina del Doctor Communis "non come un dogma intangibile, ma come una laboriosa conquista che lascia aperta agli sviluppi, anzi invita noi a percorrerla seguendo il suo metodo".
Si dedicò soprattutto a studi cristologici ed ecclesiologici e le sue opere principali rimangono Teologia di Cristo e L'Io di Cristo. In queste ed altre opere teorizza in Cristo una coscienza umana come proprietà della sua natura umana, che ha come oggetto proprio l'umanità nel suo essere e nel suo operare, ma che manca della sua personalità naturale e non ha autonomia psicologica né ontologica, sussistendo e personificandosi nel Verbo, che, di conseguenza, entra nella sfera dell'umanità "prestando il suo essere e muovendo all'azione". Quindi, "in Cristo si ha un solo Io, quello del Verbo, il quale determina le azioni umane di Gesù".
In ecclesiologia fu uno dei principali assertori della collegialità dei vescovi, portando le sue tesi al Concilio Vaticano II, dove fu tra quei padri conciliari e teologi che si distinsero perché declinarono la dottrina della collegialità intrecciandola sempre con la dottrina del Corpo mistico come concetto chiave per definire la natura della Chiesa (dottrina del Corpo Mistico di cui il Parente fu uno dei primi elaboratori).
Ancora in cristologia ribadì la centralità del dogma calcedonese ed affermò come punto focale di esso l'intima ragione dell'unione ipostatica approfondita alla luce delle definizioni della Chiesa e dei principi della metafisica. Per Parente, infatti, "Unione ipostatica è l'espressione tecnica del mistero di Cristo in quanto esige una dualità di nature convergenti in una sola Persona (ipostasi) che è quella eterna del Verbo".
Per tali motivi ritenne inadeguato il concetto psicologico di persona per spiegare l'intima ragione dell'unione ipostatica, poiché esso riduce la persona a mera autocoscienza. Più appropriato per Parente è il concetto ontologico di persona, proprio degli scolastici, secondo i quali la persona "è un complesso di elementi (natura specifica, princìpi individuali radicati nella materia, atto esistenziale e qualità accidentali), tra cui domina uno che è decisivo per la costituzione della persona e che va sotto il nome di sussistenza".

## Genealogia episcopale
La genealogia episcopale è:
- Cardinale Scipione Rebiba
- Cardinale Giulio Antonio Santori
- Cardinale Girolamo Bernerio, O.P.
- Arcivescovo Galeazzo Sanvitale
- Cardinale Ludovico Ludovisi
- Cardinale Luigi Caetani
- Cardinale Ulderico Carpegna
- Cardinale Paluzzo Paluzzi Altieri degli Albertoni
- Papa Benedetto XIII
- Papa Benedetto XIV
- Papa Clemente XIII
- Cardinale Marcantonio Colonna
- Cardinale Giacinto Sigismondo Gerdil, B.
- Cardinale Giulio Maria della Somaglia
- Cardinale Carlo Odescalchi, S.I.
- Cardinale Costantino Patrizi Naro
- Cardinale Lucido Maria Parocchi
- Papa Pio X
- Papa Benedetto XV
- Cardinale Federico Tedeschini
- Cardinale Pietro Parente

## Opere principali
- Dizionario di teologia dommatica per laici, Roma, Studium, 1943.
- L'Io di Cristo, Brescia, Morcelliana, 1951.
- Itinerario teologico ieri ed oggi, Firenze, Vallecchi, 1968.
- Teologia di Cristo in 2 voll., Roma, Città Nuova, 1970-1971.
- L'uomo in ascolto di Dio, Isola Liri, Pisani, 1974.
- Il mistero teandrico della Chiesa e la collegialità, Rovigo, IPAG, 1978.
- Terapia tomistica, Roma, Ed. Logos, 1979.